# Megan McJames
Megan McJames (Park City, 24 september 1987) is een Amerikaanse alpineskiester. Ze nam tweemaal deel aan de Olympische Winterspelen, maar behaalde geen medaille.

## Carrière
McJames zette op tweejarige leeftijd haar eerste schreden op de ski's, waarna ze zich op achtjarige leeftijd al aansloot bij Park City Ski Team. 
McJames maakte haar wereldbekerdebuut in november 2006 tijdens de reuzenslalom in Aspen. Ze stond nog nooit op het podium van een wereldbekerwedstrijd.
Op de Olympische Winterspelen 2010 behaalde McJames als beste resultaat een 32e plaats op de reuzenslalom. Tijdens de Olympische Winterspelen 2014 eindigde ze 30e op de reuzenslalom.

## Resultaten

### Titels
Amerikaans kampioene supercombinatie - 2010

### Wereldkampioenschappen
| Jaar | Plaats                 | Resultaten                  |
| ---- | ---------------------- | --------------------------- |
| 2009 | Val-d'Isère            | DNF1 Reuzenslalom           |
| 2011 | Garmisch-Partenkirchen | 29e Slalom 34e Reuzenslalom |
| 2015 | Vail/Beaver Creek      | 34e Reuzenslalom 38e Slalom |
| 2017 | Sankt Moritz           | 21e Reuzenslalom 36e Slalom |

### Olympische Spelen
| Jaar | Plaats      | Resultaten                   |
| ---- | ----------- | ---------------------------- |
| 2010 | Vancouver   | 32e Reuzenslalom DNF2 Slalom |
| 2014 | Sotsji      | 30e Reuzenslalom DNF1 Slalom |
| 2018 | Pyeongchang | 31e Reuzenslalom 36e Slalom  |

### Wereldbeker
Eindklasseringen
| Seizoen   | Algm | SL  | RS  |
| --------- | ---- | --- | --- |
| 2006/2007 | 130e | -   | 54e |
| 2007/2008 | 107e | -   | 36e |
| 2008/2009 | 91e  | -   | 35e |
| 2009/2010 | 103e | -   | 37e |
| 2013/2014 | 102e | -   | 44e |
| 2014/2015 | 114e | -   | 49e |
| 2015/2016 | 118e | -   | 52e |
| 2016/2017 | 101e | 48e | 44e |
| 2017/2018 | 133e | -   | 56e |